# Port-Maubert
Port-Maubert est un port de pêche et de plaisance situé dans la commune de Saint-Fort-sur-Gironde, sur la rive droite de l'estuaire de la Gironde, face aux côtes du Médoc, distantes à cet endroit de 9,5 kilomètres. Caractéristique des petits ports traditionnels de la région, il s'étend le long d'un chenal où viennent se jeter les eaux du Taillon.
Établi à près de cinq kilomètres du centre-bourg, dans un site préservé, il peut accueillir jusqu'à 85 bateaux. Le port est une des étapes d'un sentier de grande randonnée balisé, le GR 360.
Port-Maubert est à environ 7 milles marins de Port-Vitrezay (Saint-Sorlin-de-Conac), 16 milles du port de Royan, 20 milles du port de Blaye, 35 milles du port de Bordeaux (rive droite) et 15 milles de Port-Médoc et du port de Pauillac (rive gauche).

## Histoire
Port-Maubert succède à un port plus ancien, le Port de Beaumont (un peu au nord, vers Saint-Romain-sur-Gironde), qui s'est progressivement envasé et a été abandonné au XVIe siècle. Un texte daté de 1544 signale pour la première fois le port de Maubert, port de commerce à cette époque, où on décharge (entre autres) des cargaisons de sel, longtemps principale richesse de la Saintonge.
Des aménagements sont menés au XIXe siècle, comme dans d'autres sites portuaires des environs, Port-Vitrezay, par exemple. Un débarcadère est construit en 1835 afin de faciliter les mouvements des marins, qui viennent de Bordeaux et de Blaye charger des marchandises (grains, notamment). Dans une statistique des ports maritimes et de commerce publiée en mai 1839, Port-Maubert est décrit comme : « Un port situé à 31000 mètres de Royan, qui consiste en un beau chenal. Les navires y échouent à marée basse sur un fond vaseux. La partie du chenal qui forme le port proprement dit est bordée par un quai qui sert au débarquement et à l'embarquement des marchandises. Cette partie du chenal peut contenir entre 15 et 20 navires. » Une minoterie est construite en 1880, et reste en activité jusqu'en 1903.
Le site a également longtemps été un port de pêche à l'esturgeon (appelé crea ou creac en saintongeais et en occitan), poisson pêché pour son caviar, qui a concurrencé pendant des années les caviars iraniens ou russes. Dans les années 1950, on en pêchait jusqu'à 3 à 5 tonnes par an ! Cependant, victime de la surpêche, l'esturgeon s'est fait beaucoup plus rare, et des mesures visant à le préserver ont été prises. Sa pêche est aujourd'hui interdite; on produit néanmoins toujours du caviar, mais prélevé sur des esturgeons d'élevage (caviar de Gironde ou caviar d'Aquitaine). On appareille également de Port-Maubert pour la pêche à la pibale (alevins d'anguilles), une des spécialités de la région. Mais, là aussi, les ressources sont moins nombreuses qu'auparavant, et la pibale est aujourd'hui un mets très recherché par les amateurs, et donc assez cher. Enfin, on pêche le maigre, l'alose, ou encore la lamproie, servis dans beaucoup de restaurants de la région.

## Présentation

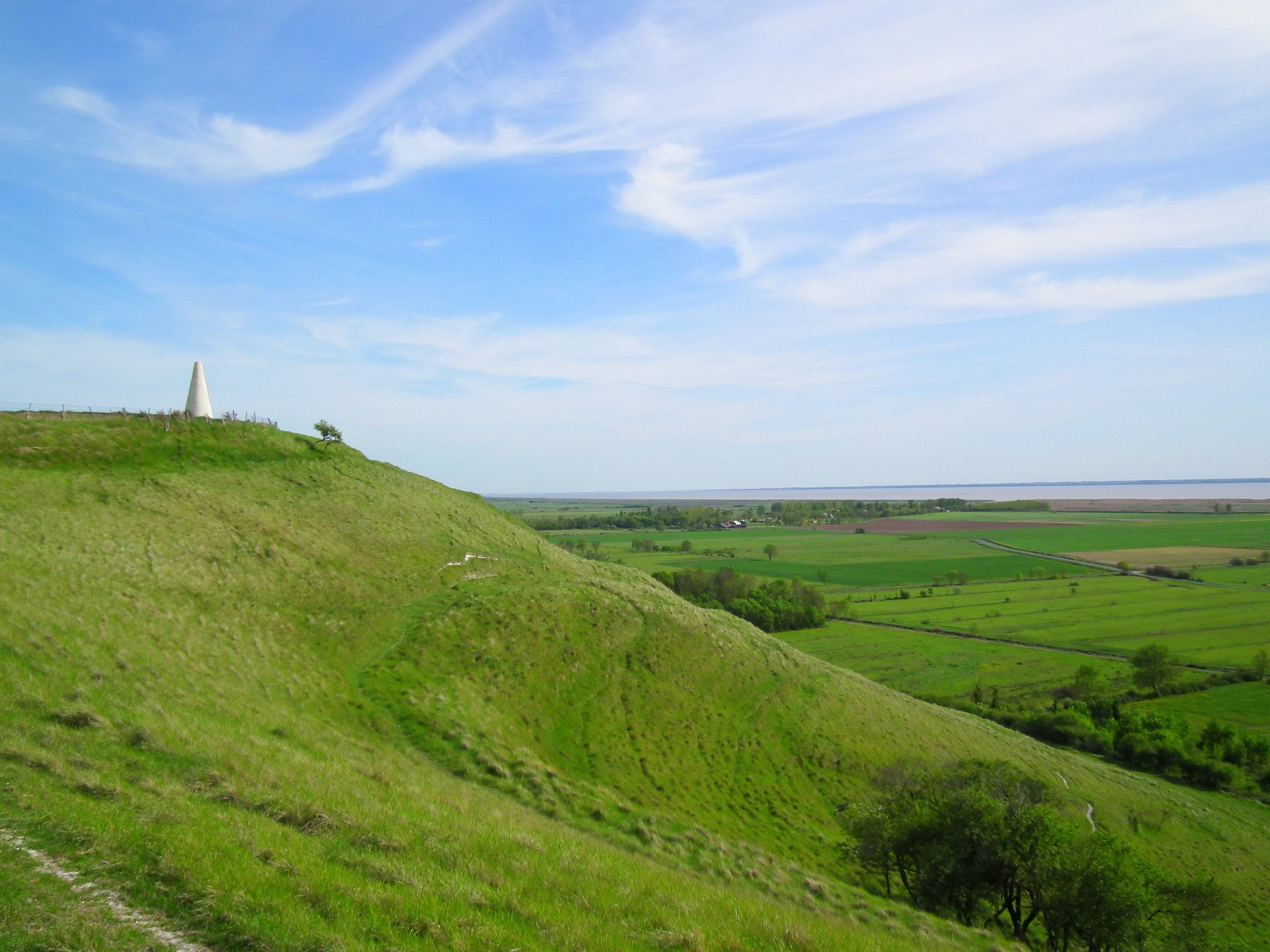
Le terrier de Beaumont, véritable balcon sur l'estuaire. La vue porte jusqu'au pays Royannais, aux côtes du Médoc et à Blaye.

Doté d'espaces verts aménagés au cœur des marais de la « Petite Camargue », de sentiers de promenade et de tables de pique-nique, Port-Maubert abrite également un bassin d'eau douce permettant une initiation à la voile. Cette activité est encadrée par une école de voile affiliée à la Fédération française de voile. On peut y naviguer à bord d'une filadière, d'un ketch, d'un optimist ou d'un kayak. Des sorties sont organisées régulièrement sur l'estuaire, vers Port-Vitrezay (Saint-Sorlin-de-Conac), Blaye, le Médoc, le phare de Cordouan, etc.
Un chemin longeant le chenal conduit au bord de l'estuaire de la Gironde, où une table d'orientation s'accompagne de divers tableaux détaillant la géographie et l'écosystème du plus grand estuaire sauvage d'Europe. On y apprend notamment qu'« avec 75 km de long et jusqu’à 12 km de large, la Gironde est le plus grand estuaire d’Europe. Elle charrie de 2 à 8 millions de tonnes de particules en suspension par an et à chaque marée, 1 500 millions de m3 d’eau de mer entrent dans l’estuaire ».
À peu de distance de Port-Maubert s'élève une colline dite « Terrier de Beaumont ». Culminant à 59 mètres, elle domine de vastes étendues formées de prairies humides, où se situait autrefois un port aujourd'hui envasé. À son sommet se trouve un des plus anciens phares du département — sinon le plus ancien. Érigé à l'époque romaine, ce fanal se présente comme une tour pyramidale où étaient allumés des feux afin de guider les bateaux.
Du sommet de la colline, on embrasse d'un seul coup d'œil les côtes depuis Meschers-sur-Gironde jusqu'à Saint-Ciers-sur-Gironde, en passant par les côtes médoquines, de l'autre côté de l'estuaire.

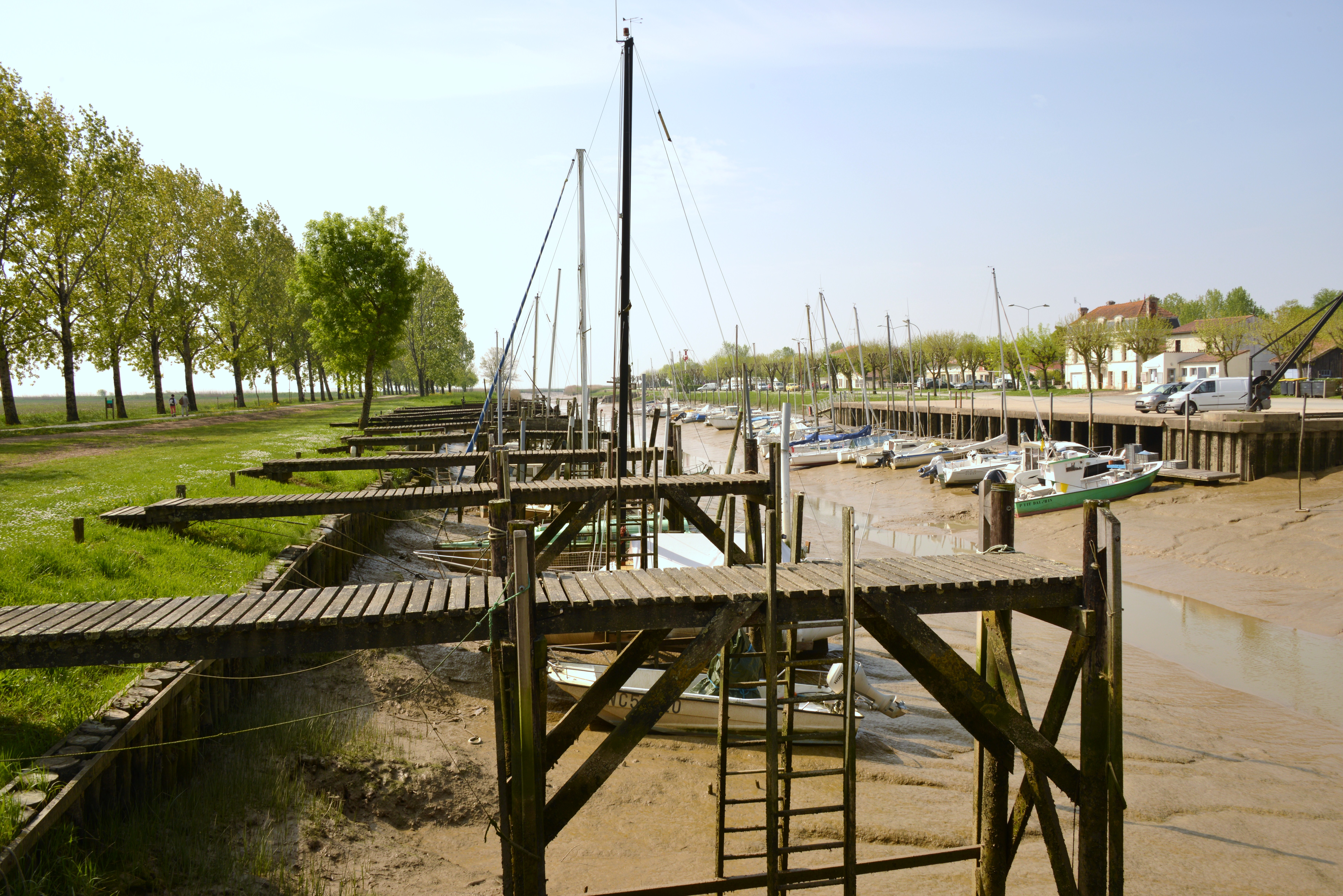
Les pontons sur pilotis de Port-Maubert.
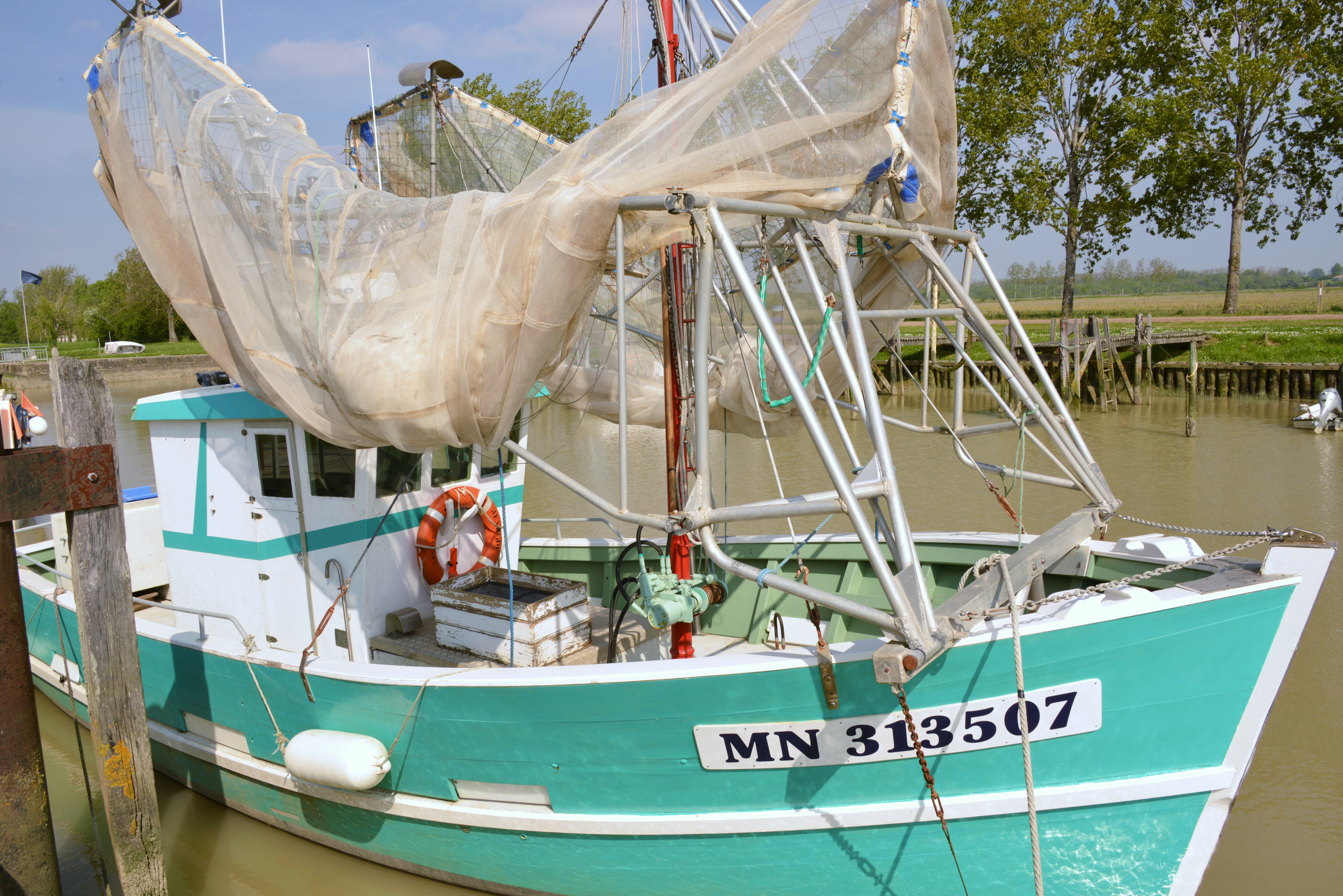
Le civellier « Jean-Jo » sert à la pêche aux pibales.
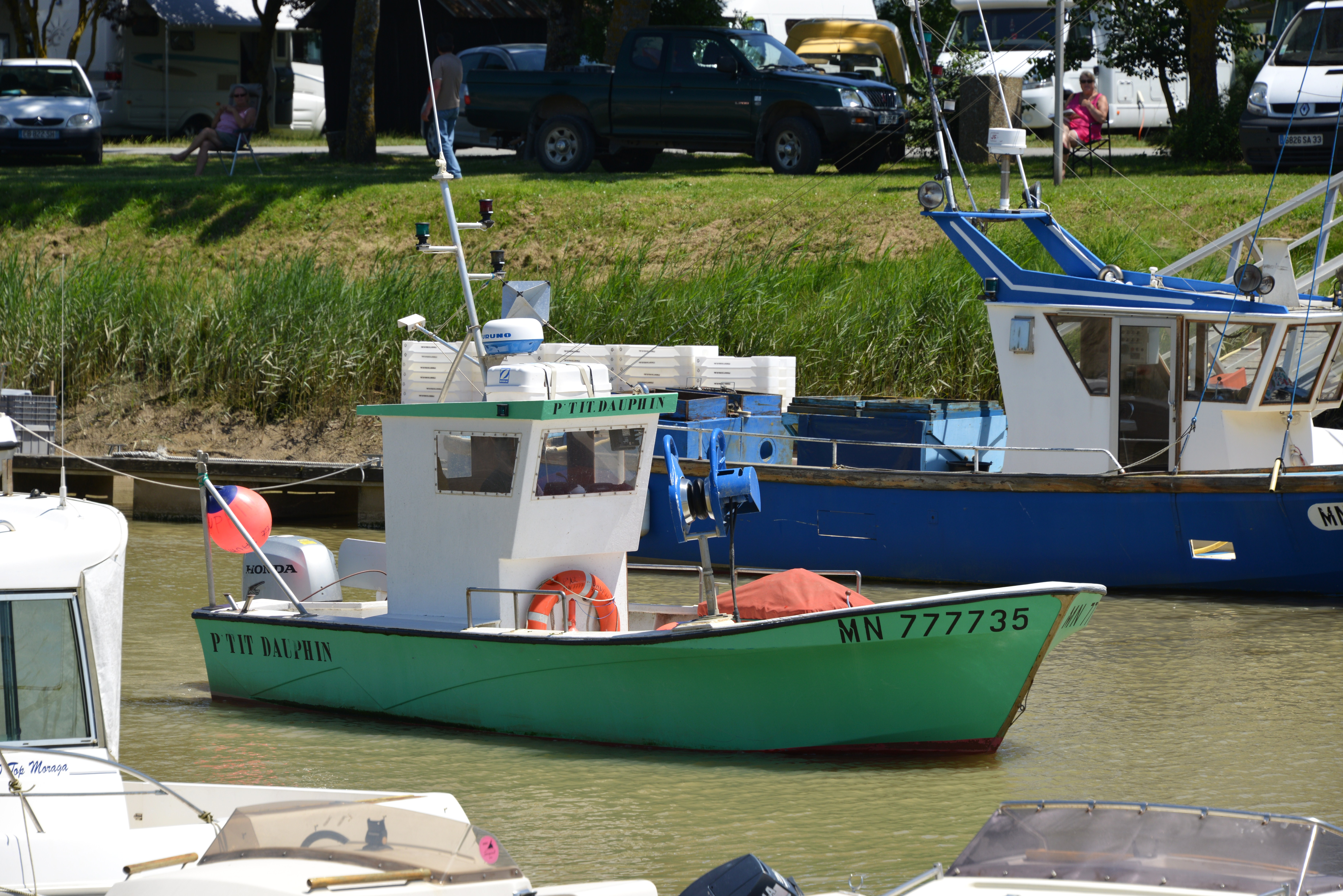
« Le p'tit dauphin », bateau de pêche des petits filayeurs.
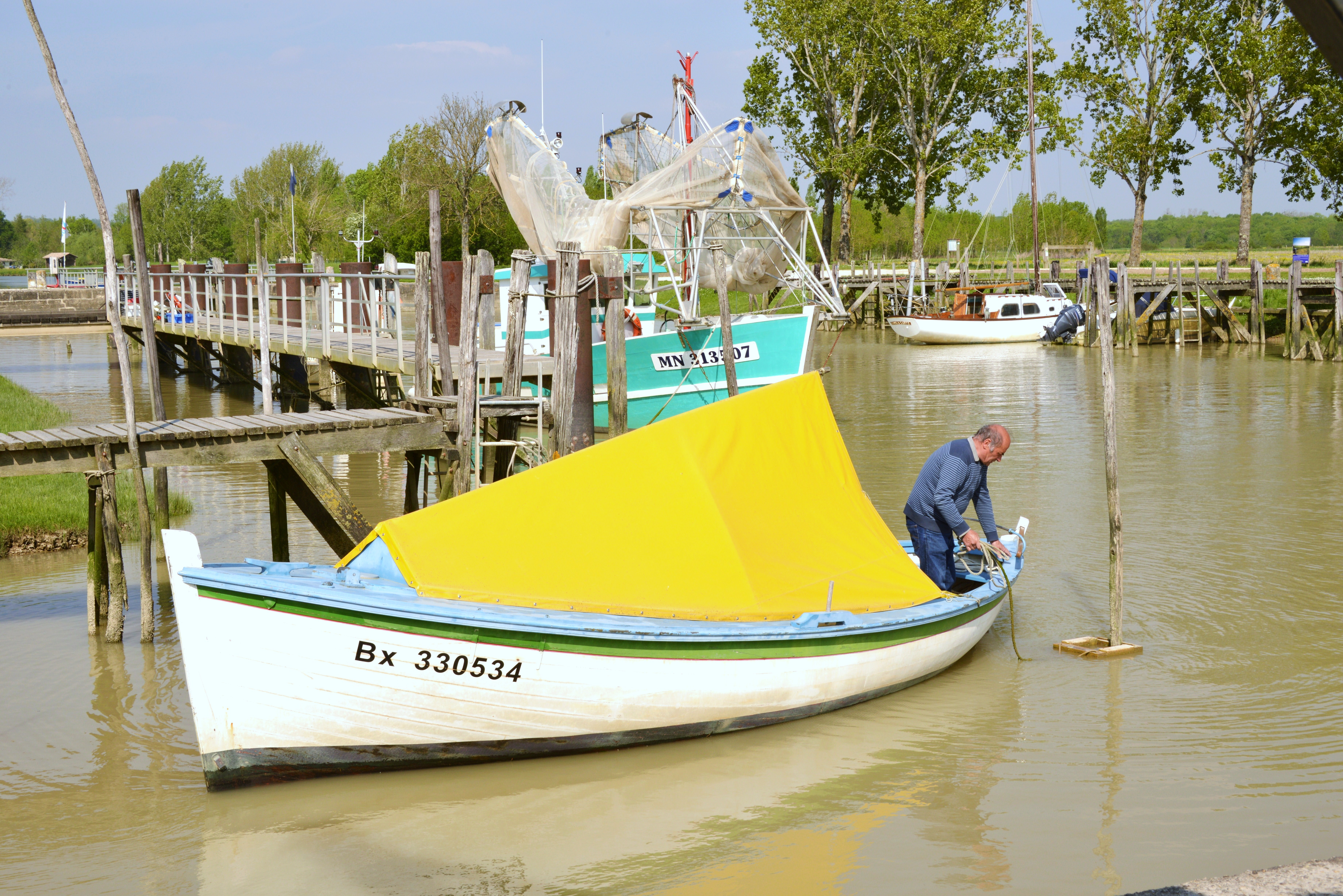
La filadière « Valaisdire » dans le chenal de Port-Maubert.
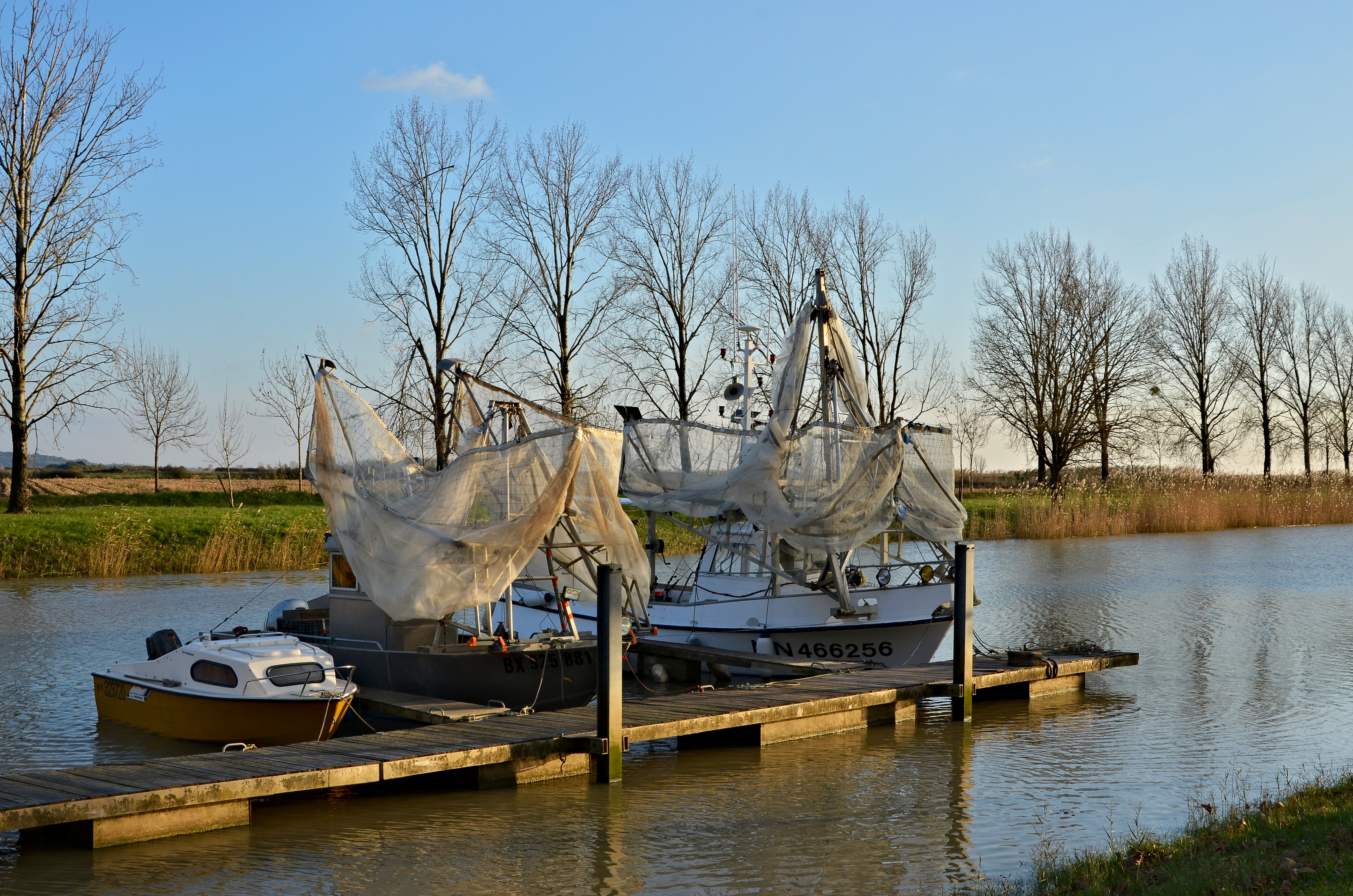
Deux civelliers à quai à Port-Maubert.